# Uldis Ansons
Uldis Ansons (* 19. August 1959) ist ein ehemaliger lettischer Radrennfahrer und nationaler Meister im Radsport.

## Sportliche Laufbahn
Ansons war in der Sowjetunion aktiv. 1986 gewann er die nationale Meisterschaft im Kriterium vor Jonas Romanovas. 1988 wurde er Vize-Meister im Kriterium und Zweiter der Meisterschaft im Straßenrennen hinter Wladimir Goluschko. Bei den SKDA-Meisterschaften im Radsport 1986 und 1987 gewann er das Kriterium. 1986 und 1987 siegte er im Eintagesrennen Puchar Ministra Obrony Narodowej. 1988 siegte er im Rennen Tartu Rattaralli.
Im Bahnradsport gewann er die Titel im Zweier-Mannschaftsfahren 1988 und im Sechstagerennen.
1990 wurde er Berufsfahrer im Radsportteam Alfa-Lum. Er konnte einige Kriterien und Rundstreckenrennen gewinnen.